# Achelia turba
Achelia turba is een zeespin uit de familie Ammotheidae. De soort behoort tot het geslacht Achelia. Achelia turba werd in 1990 voor het eerst wetenschappelijk beschreven door Stock. 